# آکونیا، کواویلا
آکونیا (به اسپانیایی: Ciudad Acuña) از شهرهای کشور مکزیک است که در ایالت کواویلا قرار دارد و جمعیت آن طبق سرشماری سال ۲۰۱۰ میلادی ۱۳۵٬۶۰۵ نفر بوده است.